# Dekanat Leżajsk II
Dekanat Leżajsk II – dekanat archidiecezji przemyskiej, w archiprezbiteracie łańcuckim.

## Historia
Dekanat Leżajsk II został utworzony dekretem abpa Józefa Michalika w 2003 roku, gdy podzielono dekanat leżajski na leżajski I i leżajski II.

## Parafie
- Brzóza Królewska – pw. św. Jana Chrzciciela
- Jelna – pw. św. Franciszka z Asyżu (Bernardyni)
  - Judaszówka – kościół filialny pw. Podwyższenia Krzyża Świętego
- Leżajsk – pw. Zwiastowania Najświętszej Maryi Panny (Bernardyni)
  - Hucisko – kościół filialny pw. św. Jana z Dukli
  - Maleniska – kościół filialny pw. św. Szymona z Lipnicy
- Nowa Sarzyna – parafia pw. Najświętszej Maryi Panny Królowej Polski
- Przychojec-Łukowa – pw. Dobrego Pasterza
  - Łukowa – kościół filialny pw. Miłosierdzia Bożego
- Sarzyna – pw. św. Sebastiana
- Tarnogóra – pw. św. Stanisława Biskupa
- Wola Zarczycka – pw. Przemienienia Pańskiego

## Zgromadzenia zakonne
- Leżajsk – oo. Bernardyni (1608)
- Jelna – oo. Bernardyni (1981)
- Nowa Sarzyna – ss. Nazaretanki (1986)